# Idaea turatii
Idaea turatii là một loài bướm đêm trong họ Geometridae.